# Croix de cimetière de Saint-Nicolas-du-Tertre
Les deux croix de cimetière de Saint-Nicolas-du-Tertre sont érigées au cimetière du bourg de Saint-Nicolas-du-Tertre, dans le Morbihan.

## Historique
La croix de cimetière de Saint-Nicolas-du-Tertre, adossée au mur en direction de Carentoir, fait l’objet d’une inscription au titre des monuments historiques depuis le 19 juillet 1937.
La croix de cimetière de Saint-Nicolas-du-Tertre, dans l'axe du chevet de l'église, fait l’objet d’une inscription au titre des monuments historiques depuis le 19 juillet 1937.